# Harpactea senalbensis
Harpactea senalbensis là một loài nhện trong họ Dysderidae.
Loài này thuộc chi Harpactea. Harpactea senalbensis được miêu tả năm 1997 bởi Beladjal & Robert Bosmans.